# Centema stefaninii
Centema stefaninii är en amarantväxtart som beskrevs av Emilio Chiovenda. Centema stefaninii ingår i släktet Centema och familjen amarantväxter. Inga underarter finns listade i Catalogue of Life.